# Komarevo (distrikt i Bulgarien, Pleven)
Komarevo (bulgariska: Комарево) är ett distrikt i Bulgarien.   Det ligger i kommunen Obsjtina Dolna Mitropolija och regionen Pleven, i den norra delen av landet, 140 km nordost om huvudstaden Sofia.
Trakten runt Komarevo består till största delen av jordbruksmark. Runt Komarevo är det ganska glesbefolkat, med 34 invånare per kvadratkilometer.